# يان فينغور أوف هيسلينك
يان فينغور أوف هيسلينك (Jan Vennegoor of Hesselink) ، من مواليد 7 نوفمبر 1978 في أولدنزال في هولندا ، لاعب كرة قدم هولندي.
يلعب مع نادي سيلتك الإسكتلندي منذ عام 2006.
بدأ باللعب مع منتخب هولندا لكرة القدم في عام 2000.

## مسيرته الكروية
لعب يان فينغور أوف هيسلينك خلال مسيرته الاحترافية مع 5 أندية في سبعة عشر موسمًا وسجل خلالها 173 هدف ضمن 435 مباراة. حيث فاز في أربعة مواسم بالكأس وفي ستة مواسم بالدوري.
خاض يان فينغور أوف هيسلينك مسيرته مع نادي تفينتي أنشخيدة في موسم 1996–97 ليلعب معه خمسة مواسم، مشاركًا في 142 مباراة سجل خلالها 59 هدفًا. ثم انتقل إلى نادي آيندهوفن في موسم 2001–02 في المرة الأولى ليلعب معه ستة مواسم ثم في موسم 2011–12 لمدة موسم واحد، حيث شارك طوالها في 174 مباراة سجل خلالها 75 هدفًا. لينتقل بعدها إلى نادي سلتيك في موسم 2006–07 واستمر معه طيلة ثلاثة مواسم، مشاركًا في 78 مباراة سجل خلالها 34 هدفًا. ثم انتقل إلى نادي هال سيتي في موسم 2009–10 لمدة موسم واحد، مشاركًا في 31 مباراة سجل خلالها 3 أهداف. هذا وانتقل لاحقًا إلى نادي رابيد فيينا في موسم 2010–11 لمدة موسم واحد، مشاركًا في 10 مباريات سجل خلالها هدفين.

## روابط خارجية
- يان فينغور أوف هيسلينك على موقع الاتحاد الدولي (مؤرشف)  (الإنجليزية)
- يان فينغور أوف هيسلينك على موقع الاتحاد الأوربي (الإنجليزية)
- يان فينغور أوف هيسلينك على موقع قاعدة بيانات كرة القدم.إي يو (الإنجليزية)
- يان فينغور أوف هيسلينك على موقع ليكيب (الفرنسية)
- يان فينغور أوف هيسلينك على موقع ناشيونال فوتبول تيمز (الإنجليزية)
- يان فينغور أوف هيسلينك على موقع Soccerbase.com (لاعب) (الإنجليزية)
- يان فينغور أوف هيسلينك على موقع عالم كرة القدم.نت (الإنجليزية)